# Радонськ
Радонськ (пол. Radońsk) — село в Польщі, у гміні Семпульно-Краєнське Семполенського повіту Куявсько-Поморського воєводства.
Населення — 246 осіб (2011).
У 1975-1998 роках село належало до Бидгощського воєводства.

## Демографія
Демографічна структура станом на 31 березня 2011 року:
|          | Загалом | Допрацездатний вік | Працездатний вік | Постпрацездатний вік |
| -------- | ------- | ------------------ | ---------------- | -------------------- |
| Чоловіки | 117     | 27                 | 82               | 8                    |
| Жінки    | 129     | 30                 | 81               | 18                   |
| Разом    | 246     | 57                 | 163              | 26                   |